# Pilica (Fluss)
Die Pilica [piˈlit͡sa] (deutsch Pilitza) ist ein zentralpolnischer linker Nebenfluss der Weichsel. Sie entspringt im Krakau-Tschenstochauer Jura einen Kilometer südwestlich der Stadt Pilica und durchfließt auf der Gesamtlänge von 319 km die Städte Koniecpol, Przedbórz, Sulejów, Tomaszów Mazowiecki, Nowe Miasto nad Pilicą, Wyśmierzyce, Białobrzegi und Warka, wo sie in die Weichsel einmündet. Der mittlere Abfluss beträgt in Białobrzegi 48,6 m³/s.